# Naomi Ruike
Naomi Ruike (jap. 類家直美 Ruike Naomi; ur. 29 kwietnia 2000) – japońska zapaśniczka walcząca w stylu wolnym. Zajęła dwunaste miejsce na mistrzostwach świata w 2019. Mistrzyni Azji w 2020; druga w 2019. Pierwsza w Pucharze Świata w 2019. Druga na MŚ kadetów w 2017. Mistrzyni Azji juniorów w 2018 roku.